# North Kesteven
North Kesteven è un distretto del Lincolnshire, Inghilterra, Regno Unito, con sede a Sleaford.
Il distretto fu creato con il Local Government Act 1972, il 1º aprile 1974 dalla fusione del distretto urbano di Sleaford con il distretto rurale di East Kesteven e il distretto rurale di North Kesteven, dalla precedente contea di Kesteven.

## Parrocchie civili
- Anwick
- Asgarby and Howell
- Ashby de la Launde and Bloxholm
- Aswarby and Swarby
- Aubourn Haddington and South Hykeham
- Aunsby and Dembleby
- Bassingham
- Beckingham
- Billinghay
- Blankney
- Boothby Graffoe
- Bracebridge Heath
- Branston and Mere
- Brant Broughton and Stragglethorpe
- Brauncewell
- Burton Pedwardine
- Canwick
- Carlton-le-Moorland
- Coleby
- Cranwell and Byard's Leap
- Culverthorpe and Kelby
- Digby
- Doddington and Whisby
- Dogdyke
- Dorrington
- Dunston
- Eagle and Swinethorpe
- Ewerby and Evedon
- Great Hale
- Harmston
- Heckington
- Heighington
- Helpringham
- Kirkby la Thorpe
- Leadenham
- Leasingham
- Little Hale
- Martin
- Metheringham
- Navenby
- Newton and Haceby
- Nocton
- North Hykeham
- North Kyme
- North Rauceby
- North Scarle
- Norton Disney
- Osbournby
- Potter Hanworth
- Rowston
- Roxholm
- Ruskington
- Scopwick
- Scredington
- Silk Willoughby
- Skellingthorpe
- Sleaford
- South Kyme
- South Rauceby
- Stapleford
- Swaton
- Swinderby
- Temple Bruer with Temple High Grange
- Thorpe on the Hill
- Threekingham
- Thurlby
- Timberland
- Waddington
- Walcot near Folkingham
- Walcott
- Washingborough
- Welbourn
- Wellingore
- Wilsford
- Witham St. Hughs